# Iglesia de Nuestra Señora de la Merced (Palma de Mallorca)
La iglesia de Nuestra Señora de la Merced de Palma de Mallorca (Islas Baleares) es un templo de culto católico. Pertenece a la Orden de la Merced. Del conjunto conventual histórico únicamente se conserva la iglesia. Fue construida a inicios del siglo XVII sobre el espacio que ocupaba la antigua capilla gótica de San Salvador. En el interior destaca el retablo mayor, del siglo XVIII, presidido por la imagen de Ntra. Sra. de la Merced (Obra del escultor José Esteve Bonet). También cabe destacar la imagen del Santo Cristo del Hambre (llamado antiguamente San Salvador) del siglo XIV.
Hay noticias que desde 1295 los frailes mercedarios viven en el mismo lugar que a día de hoy ocupan. En aquel momento era la capilla de San Salvador, la cual dependía del gremio de cirujanos. Éste permitió la llegada de la comunidad con la obligación de que los frailes celebraran con solemnidad la fiesta de san Cosme y san Damián. Este templo fue reformado a lo largo del tiempo, por ejemplo en 1416 se construyeron dos capillas, dedicadas en San José y Santa Lucía, devociones que actualmente perviven.
En 1585 se inició el proceso de compra de casas adyacentes para reformar y ampliar la iglesia. Fue en 1621 cuando la comunidad reunida en capítulo decidió construir una nueva iglesia dedicada a san Pedro Nolasco. La primera piedra se colocó solemnemente en el mismo año; para eterna memoria se colocaron encima de dicha piedra, tres grandes sillares que todavía hoy son visibles. Las obras se prologaron hasta 1661 cuando se bendijo la iglesia inacabada, dedicándose al santo fundador. Las obras es retomaron en 1688, después de años de crisis económica en la isla. Las obras acabaron en torno en 1705.
En 1730 se trabajaba en la capilla de la virgen de la cofradía, la actual capilla honda del sagrario. Cinco años más tarde se empezaron las obras para construir un nuevo campanario. La comunidad reunida el 11 de mayo de 1741, decidió trasladar el santísimo de la iglesia al oratorio de los “horneros” por motivos de seguridad. Las obras del campanario afectaron a las primeras bóvedas del templo, las cuales amenazaron ruina. Debido a la crítica de los rectores de san Miguel y santa Eulalia, el culto acabó finalmente en el claustro. El año siguiente se reconstruyeron las bóvedas y se reforzaron los cimentos. El año 1751 se estucó y perfeccionó el interior del templo. En 1766 se construyó la sacristía nueva, además de los celosías de las tribunas. En 1781 se trabajaba en el camarín de la virgen de la Merced.
El templo consta de una única nave principal con capillas laterales, del mismo tamaño todas a excepción de la capilla honda o del sagrario. El sistema de cubierta en la nave principal es de bóveda de arista con nervios y clave central. La capillas laterales se cubren mediante bóveda de cañón. El acceso a la Iglesia es posible mediante tres puerta: la principal (calle Volta de la Mercè), una lateral (plaza de la Mercè) y la delantera (calle Sant Felip Neri). Las capillas laterales están dedicadas a (siguiendo el orden de las agujas del reloj, empezando por el altar mayor): Ntra. Sra. de la Merced, Ntra. Sra. de los Desamparados y Misericordia, san Serapio, san José, Santo Cristo del Hambre, san Ramón Nonato, san Marcial, san Antonio de Padua, santa Lucía y Sagrado Corazón o capilla del sagrario.